# Ирландия на «Евровидении-2013»
Ирландию на Евровидении 2013 представлял Райан Долан с песней Only Love Survives. В октябре 2012 года RTÉ подтвердило, что исполнитель будет избран так же, как и в 2011 году (то есть решение принималось жюри и телеголосованием).

## Отбор
| Номер | Исполнитель | Песня                | Место | Баллы |
| ----- | ----------- | -------------------- | ----- | ----- |
| 1     | Inchequin   | «Son kez»            | 4     | 54    |
| 2     | Aimée       | «Crashing down»      | 2     | 104   |
| 3     | Zoë Alexis  | «Fire»               | 4     | 54    |
| 4     | Ryan Dolan  | «Only love survives» | 1     | 112   |
| 5     | Kasey       | «Kiss me»            | 3     | 76    |

## На Евровидении
Участие Ирландии в полуфинале за право выступать в финале было запланировано на 14 мая. В первом полуфинале продюсеры шоу решили, что Ирландия будет выступать после Молдовы и перед Кипром, тринадцатой. Выступление сопровождалось двумя бэк-вокалистами (Лианне Мур и Элисон Вард Миллер), двумя танцорами подтанцовки, двумя бойранистами (Аланом МакГратом и Кольмом Фарреллом), а также барабанщиком Ником Вейли. По результатам полуфинала Ирландия вошла в топ-10 финалистов и вышла в финал, который состоялся 18 мая. В финале представитель Ирландии набрал 5 баллов и занял 26 (последнее) место.

## В полуфинале
| Голоса за исполнителя Ирландии в полуфинале | Голоса за исполнителя Ирландии в полуфинале |
| ------------------------------------------- | ------------------------------------------- |
| Оценка                                      | Страна                                      |
| 12                                          |                                             |
| 10                                          |                                             |
| 8                                           |                                             |
| 7                                           |                                             |
| 6                                           |                                             |
| 5                                           |                                             |
| 4                                           |                                             |
| 3                                           |                                             |
| 2                                           |                                             |
| 1                                           |                                             |

| Голоса телезрителей Ирландии в полуфинале | Голоса телезрителей Ирландии в полуфинале |
| ----------------------------------------- | ----------------------------------------- |
| Оценка                                    | Страна                                    |
| 12                                        |                                           |
| 10                                        |                                           |
| 8                                         |                                           |
| 7                                         |                                           |
| 6                                         |                                           |
| 5                                         |                                           |
| 4                                         |                                           |
| 3                                         |                                           |
| 2                                         |                                           |
| 1                                         |                                           |

## Финал
В финале представитель Ирландии выступал под 26 номером, по итогу голосования жюри и зрителей он получил 5 баллов и занял последнее место.
| Голоса за исполнителя Ирландии в финале | Голоса за исполнителя Ирландии в финале |
| --------------------------------------- | --------------------------------------- |
| Оценка                                  | Страна                                  |
| 12                                      | -                                       |
| 10                                      | -                                       |
| 8                                       | -                                       |
| 7                                       | -                                       |
| 6                                       | -                                       |
| 5                                       | -                                       |
| 4                                       | -                                       |
| 3                                       | -                                       |
| 2                                       | Кипр, Швеция                            |
| 1                                       | Великобритания                          |

| Голоса телезрителей Ирландии в финале | Голоса телезрителей Ирландии в финале |
| ------------------------------------- | ------------------------------------- |
| Оценка                                | Страна                                |
| 12                                    | Дания                                 |
| 10                                    | Россия                                |
| 8                                     | Украина                               |
| 7                                     | Великобритания                        |
| 6                                     | Нидерланды                            |
| 5                                     | Швеция                                |
| 4                                     | Бельгия                               |
| 3                                     | Молдавия                              |
| 2                                     | Азербайджан                           |
| 1                                     | Литва                                 |